# Isola di Rykačev
L'isola di Rykačev (in russo Остров Рыкачева, ostrov Rykačeva) è un'isola russa nel mare di Kara.
Amministrativamente fa parte del distretto di Tajmyr del Territorio di Krasnojarsk, nel Circondario federale della Siberia.

## Geografia
L'isola si trova a sud-sud-ovest dalla penisola di Pallas (полуостров Палласа, poluostrov Pallasa), che è parte della penisola Zarja, circa 2,5 km a sud di capo Schilling (мыс Шиллинга), davanti all'imboccatura del golfo di Middendorff (залив Миддендорфа).
L'isola di Rykačev ha una forma irregolare, frastagliata, con baie e promontori; è lunga circa 9 km e larga 5 km; ha un'altezza massima di 25 m. Sulla costa meridionale si trova la baia Skrytaja (бухта Скрытая) con un'isola senza nome. La sua punta settentrionale è capo Sidorov (мыс Сидорова), ad ovest c'è capo Šokal'skij (мыс Шокальского), a sud capo Zelenyj (мыс Зеленый) e a est capo Pos'et (мыс Посьета).
L'isola è così chiamata in onore del meteorologo e accademico russo Michail Aleksandrovič Rykačev, presidente del dipartimento tecnico aeronautico della società GFO (Главная физическая обсерватория, Glabnaja Fizičeskaja Observatorija).

## Isole adiacenti
- Isola Ledolom (остров Ледолом), una piccola isoletta, a nord-est (75°52′07.17″N 92°57′46.35″E).
- Isola Povorotnyj (остров Поворотный), un isolotto a nord-est (75°51′55.692″N 93°04′43.392″E).
- Isole Šrenka (острова Шренка), un gruppo di isolotti a est, vicini alla punta orientale di Rykačev (75°50′51.68″N 93°02′03.95″E).
- Isola di Vil'd (остров Вильда), un'isola 9 km ad est, all'ingresso del golfo di Middendorf (75°51′42″N 93°20′53″E), tra i capi Opasnyj (a nord-ovest, sulla penisola di Zuev), Kogot' (a nord-est, sulla penisola Central'nyj), Topografičeskij (a sud-est, sulla costa di Chariton Laptev) e Gornostaev e Pestik (a sud-ovest, anch'essi sulla costa). L'isola, dalla forma vagamente triangolare, è lunga 3,5 km e larga 2,3 km[1]; ha un'altezza di 32 m. Prende il nome dal fisico e geofisico di origine svizzera Heinrich von Wild, chiamato in russo Genrich Ivanovič Vil'd.[3] Alcuni chilometri a nord, nella baia Tajnstvennaja, si trova l'isolotto Tjulen'ja-Skala (75°55′54.192″N 93°08′08.556″E) insieme ad altri piccoli scogli senza nome. Più a est invece, alla fine del golfo di Middendorf, c'è l'isola Zamok (75°55′11.1″N 94°06′50.69″E) e oltre ancora, nella baia Konečnaja, l'isola Čajka (75°56′29.54″N 94°10′33.13″E).
- Isole di Jaržinskij (острова Яржинского), a sud della baia Skrytaja, tra l'isola di Rykačev e la terraferma (75°48′18.54″N 92°47′35.79″E); sono separate da quest'ultima dallo stretto di Semenov. Sono composte da un'isola di 1,8 km[1] di lunghezza e da altri 5 piccoli isolotti. Prendono il nome dallo scienziato russo Fëdor Faddeevič Jaržinskij.[4]